# 6880 Hayamiyu
A 6880 Hayamiyu (ideiglenes jelöléssel 1994 TG15) a Naprendszer kisbolygóövében található aszteroida. Satoru Otomo fedezte fel 1994. október 13-án.